# Giuseppangelo Fonzi
Giuseppangelo Fonzi (13. července 1768, Spoltore – 1840, Barcelona) byl italský lékař a zubař. Vyrobil první porcelánovou zubní protézu, kde jednotlivé zuby byly spojeny zlatým nebo platinovým drátem.

## Kariéra
Vystudoval chirurgii a v roce 1795 se usadil v Paříži. Svoji protetickou pomůcku představil francouzské Akademii věd v letech 1807 a 1808 a získal za ni Zlatou medaili. Byl pozván na dvory panovníků v Bavorsku, Španělsku a Rusku. Dostal nabídku od cara usadit se v Petrohradě a založit školu pro zubaře. Odmítl, vrátil se do Francie a roku 1835 předal podnik svému synovci. Přesídlil do Španělska, kde o čtyři roky později zemřel.